# Edward Elhanan Berry
Edward Elhanan Berry (Kingston (Ontario), 10 maggio 1861 – Roma, 29 gennaio 1931) è stato un imprenditore e diplomatico britannico.

## Biografia
Edward Elhanan Berry era il figlio di Edward Berry (1817-1875), avvocato e armatore, e Ada Bicknell,(1831-1911) sorella di Clarence Bicknell.
Edward nacque il 10 maggio 1861 a Kingsotn, in Canada. Poco si conosce della sua infanzia, si sa solamente che rientrò a Londra ancora bambino. Non si conosce l'anno esatto della laurea, probabilmente intorno al 1880, ne si conosce esattamente in quale facoltà s'iscrisse, probabilmente una scientifica, visto che più tardi si scoprirà che era membro della “Royal Society of Chemistry”.
Nel 1891 all'età di 30 anni decide di trasferirsi a Bordighera dove già risiede lo zio materno Clarence Bicknell e fonda la “Banca Berry”, situata all'angolo fra l'attuale corso Italia e via Vittorio Emanuele. Non se ne conoscono i motivi, visto che la banca prosperava, ma Berry decise di diventare agente per l'agenzia di viaggi “Thomas Cook's”. Nel 1892 Edward creò anche una agenzia di servizi per i residenti britannici, che si occupava di compra-vendita di case, locazione, spedizione merci o bagagli, ecc.
Nel 1897 Berry diventa vice-Console britannico a Bordighera e l'anno seguente si sposa con Margaret Serocold (1867-1957). Probabilmente i due si conoscevano già da molto tempo visto che Margaret era arrivata la prima volta a Bordighera già nel 1886. La coppia non ebbe figli e creò una relazione molto profonda con Clarence Bicknell, molto ammirato e apprezzato da entrambi.
I Berry collaborarono ed aiutarono sempre il Bicknell in tutte le sue iniziative come la creazione del museo Bicknell, le ricerche botaniche e archeologiche sul Monte Bego, la costruzione della casa Fontanalba, ecc. Alla morte dello zio nel 1918 furono i coniugi Berry che salvarono il museo dall'incuria. La loro casa, villa Monte Verde, costruita nel 1904, divenne il nucleo culturale di Bordighera, come ai tempi del Bicknell era stata Villa Rosa. La villa Monte Verde esiste ancora e si trova in via dei Mostaccini, ma purtroppo è stata trasformata in un condominio.
Edward condivideva con la moglie e lo zio una vera passione per la storia, le tradizioni locali, l'arte e l'architettura. Nel 1931 poco dopo la morte di Edward, Margaret fece pubblicare il libro che pazientemente aveva redatto con il marito, “At the western gate of Italy” che divenne un punto di riferimento per tutti coloro che visitavano la riviera di ponente. Edward era morto improvvisamente a Roma, dove fu anche sepolto nel cimitero protestante della città, e Margaret continuò a vivere fino al 1935 a Bordighera. L'avanzare degli anni e l'arrivo del fascismo la spinsero a vendere Villa Monte Verde e a trasferirsi a Taplow, nella contea di Buckinghamshire dove viveva la sorella Caroline Packe. Lì visse per altri ventidue anni e si spense nel 1957 alla venerabile età di 90 anni.

## Galleria d'immagini

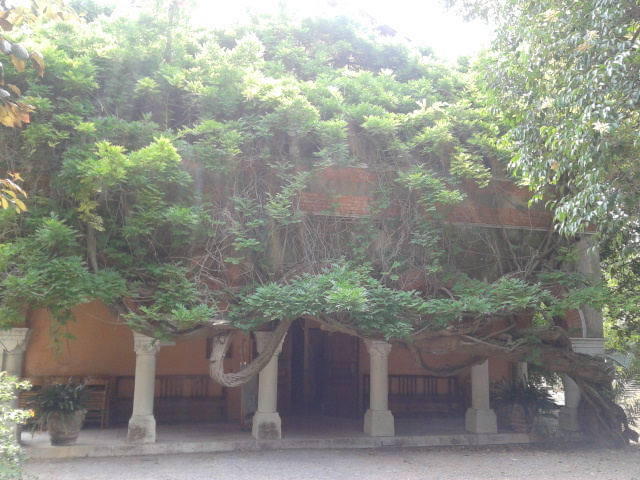
Museo Bicknell, facciata
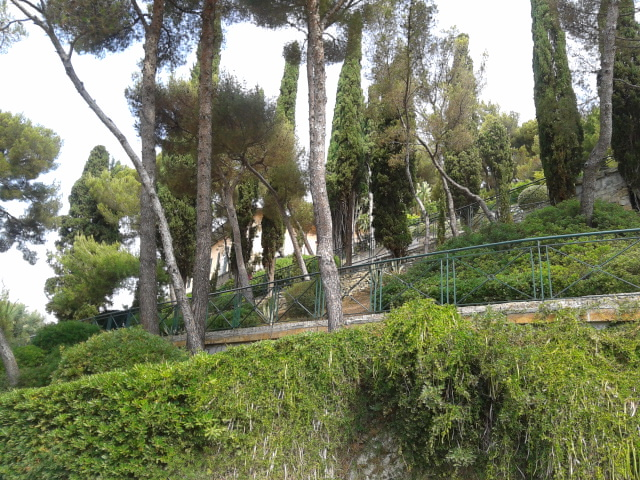
Parco della Villa Monte Verde, residenza privata di Edward e Margaret Berry
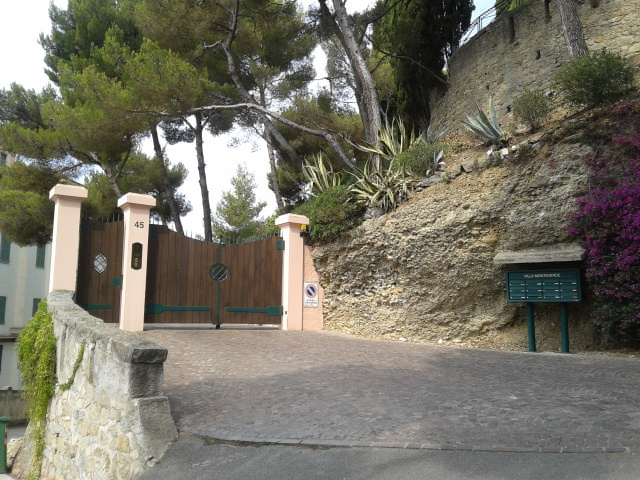
Villa Monte Verde, entrata